# Sidónio Pais
Sidónio Pais, portugalski matematik, častnik, diplomat in politik, * 1. maj 1872, Coimbra, † 14. december 1918, Lizbona.
Pais je bil profesor matematike na Univerzi v Coimbri, član Zbora Republike (1911-), minister za finance Portugalske, veleposlanik Portugalske (1912–1916) in predsednik in vlade Portugalske (1917–1918).